# Peter-Jürgen Paschold
Peter-Jürgen Paschold (* 1946 in Rudolstadt; † 26. November 2013) war ein deutscher Pflanzenbauwissenschaftler.

## Leben
Paschold studierte nach einer Facharbeiterausbildung zum Agrotechniker, Agrarwissenschaft an der Universität Jena, das er als Diplomlandwirt abschloss. Sein Diplomarbeitsthema war die Versuchsauswertung mittels Elektronischer Datenverarbeitung. Seinen Weg setzte er mit einem Spezialstudium „EDV und Mathematik in der Landwirtschaft“ an der Martin-Luther-Universität Halle-Wittenberg fort. Er wechselte 1971 als Wissenschaftler an das Institut für Gemüseproduktion des Leibniz-Institut für Gemüse- und Zierpflanzenbau in Großbeeren, wo er bis 1990 blieb. In dieser Zeit erfolgte 1975 seine Promotion A zum Dr. agr., sowie 1986 die Promotion zum Dr. sc. agr. (Promotion B), Doktor der Wissenschaften, als so genannte Promotion B vergleichbar mit der Habilitation in Westdeutschland.
In den Jahren 1990 und 1991 stieg Peter-Jürgen Paschold zum Bereichsdirektor am Institut für Gemüseproduktion Großbeeren auf.
1991 folgte Paschold einem Ruf an die Forschungsanstalt Geisenheim als Fachgebietsleiter Gemüsebau am Institut für Gartenbau. Er arbeitete auch als Dozent der FH Wiesbaden, Fachbereich Gartenbau und Landespflege Geisenheim, heute Hochschule RheinMain. Von 1993 bis 1995 fungierte er außerdem als Dekan im Fachbereich Gartenbau und Landespflege der FH Wiesbaden. Ebenfalls 1993 habilitierte er an der Justus-Liebig-Universität Gießen, wo er auch Vorlesungen hielt. Ab 2002 wurde er zum Stellvertretenden Leiter des Instituts für Gartenbau ernannt. Während der 19 Jahre im Dienst der Forschungsanstalt wurde er zum weltweit bekanntesten Wissenschaftler der Spargelforschung.  Die Ergebnisse seiner Tätigkeit haben die Entwicklung einer auf naturwissenschaftlichen Grundlagen basierenden Landbauwissenschaft erheblich gefördert. Er setzte seine Forschungsschwerpunkte auf den Pflanzenbau Spargel sowie den Wasserhaushalt und die Bewässerung von Gemüse im Freiland und Gewächshaus. Im April 2010 wurde er verabschiedet.
Paschold war seit 2003 Vorsitzender des Arbeitskreises Spargel der Bundesfachgruppe Gemüsebau im Zentralverband Gartenbau, der einen länderübergreifenden Wissenstransfer innerhalb Deutschlands sicherstellen soll. Durch ihn veranlasst wurden im Rahmen eines Projektes 2010 erste Untersuchungen mit dem derzeit einzigen am Markt verfügbaren nichtselektiven Vollernter „Kirpy“, von Ai-solution, unter Praxisbedingungen im Raum Ingelheim am Rhein durchgeführt.

## Bücher und Schriften
- Bewässerung im Gartenbau, Verlag Eugen Ulmer, Stuttgart, 2010, ISBN 978-3-8001-4774-8
- Zeitschrift für Bewässerungswirtschaft, Journal of Applied Irrigation Science, DLG-Verlag, ISSN 0049-8602[5]